# Rinkabysjön
Rinkabysjön är en sjö i Växjö kommun i Småland och ingår i Mörrumsåns huvudavrinningsområde. Sjön har en area på 1,48 kvadratkilometer och ligger 154 meter över havet.

## Delavrinningsområde
Rinkabysjön ingår i det delavrinningsområde (629907-144065) som SMHI kallar för Utloppet av Rinkabysjön. Medelhöjden är 165 meter över havet och ytan är 22,48 kvadratkilometer. Det finns inga avrinningsområden uppströms utan avrinningsområdet är högsta punkten. Vattendraget som avvattnar avrinningsområdet har biflödesordning 4, vilket innebär att vattnet flödar genom totalt 4 vattendrag innan det når havet efter 89 kilometer. Avrinningsområdet består mestadels av skog (61 procent) och jordbruk (15 procent). Avrinningsområdet har 1,48 kvadratkilometer vattenytor vilket ger det en sjöprocent på 6,6 procent. Bebyggelsen i området täcker en yta av 1,01 kvadratkilometer eller 4 procent av avrinningsområdet.